# Piotr Mularuk
Piotr Mularuk (ur. 24 września 1966 w Warszawie) – polski reżyser, scenarzysta i niezależny producent filmowo-telewizyjny, założyciel firmy producenckiej Yeti Films.

## Życiorys
Studiował literaturę angielską na Uniwersytecie Warszawskim. W 1993 roku ukończył studia filmowe na City University of New York (USA). Film dyplomowy Opowiem wam o Esther, oparty na opowiadaniu Marka Hłaski, zdobył główne nagrody na festiwalach National Educational Film and Video Festival w Oakland (najlepszy film) oraz Hunter Student Film Festival w Nowym Jorku (najlepszy film, najlepszy reżyser). W latach 2000–2004 pisał scenariusze i reżyserował telewizyjne adaptacje powieści cenionych polskich twórców, m.in. Pawła Huelle, Olgi Tokarczuk. W okresie 2004–2005 był koproducentem polsko-niemieckiego filmu fabularnego Wholetrain, który miał premierę na Międzynarodowym Festiwalu Filmowym w Berlinie w 2006 r. (Dialogues en Perspective, wyróżnienie). W 2007 roku koprodukował film fabularny pt. Straż nocna Petera Greenawaya, którego premiera odbyła się podczas Festiwalu Filmowego w Wenecji w 2007 roku. W 2007 roku Piotr Mularuk reprezentował Polskę na 8. edycji programu Producers On The Move podczas Festiwalu Filmowego w Cannes. W roku 2009 był głównym producentem Mistyfikacji Jacka Koprowicza. W roku 2009 był również producentem filmu Wichry Kołymy, który powstał w koprodukcji Yeti Films/TATfilm/Saga Films/Lorival, wyreżyserowanego przez laureatkę Oscara Marleen Gorris, z udziałem Emily Watson i Agaty Buzek. Niedawno film został nagrodzony najbardziej prestiżową nagroda niemieckiej TV Adolf Grimme Preis (Najlepszy dramat, 2009). W grudniu 2010 roku rozpoczął zdjęcia do swojego debiutu reżyserskiego pt. Yuma. Scenariusz filmu, autorstwa Piotra Mularuka i Wojciecha Gajewicza, rozwijany był w ramach europejskiego programu North by Northwest i seminarium éQuinoxe, otrzymał także dotacje z programu Media Plus i z Agencji Scenariuszowej.

## Filmografia
- 2011 – Yuma, reżyseria, scenariusz, producent (Yeti Films)
- 2011 – Igor i Podróż Żurawi, koproducent (Yeti Films)
- 2010 – Mistyfikacja, producent (Yeti Films)
- 2009 – Wichry Kołymy, koproducent (Yeti Films)
- 2008 – Bałuckie Getto, producent (Yeti Films)
- 2007 – Straż nocna, koproducent (Yeti Films)
- 2006 – Wholetrain, koproducent (Yeti Films)

2004 – „Pan Dwadrzewko” (teatr tv), reżyseria
2002 – „Królowa Chłodu” (teatr tv), reżyseria
2001 – „Skarb” (film tv), reżyseria, scenariusz na podstawie prozy Olgi Tokarczuk
- 2001–2002 – Marzenia do spełnienia, reżyseria i współpraca scenariuszowa
- 2000 – Nieznana opowieść wigilijna, reżyseria, współpraca scenariuszowa i dialogi

2000 – „Stół” (film tv), reżyseria, scenariusz na podstawie prozy Pawła Huelle